# 学学比尔

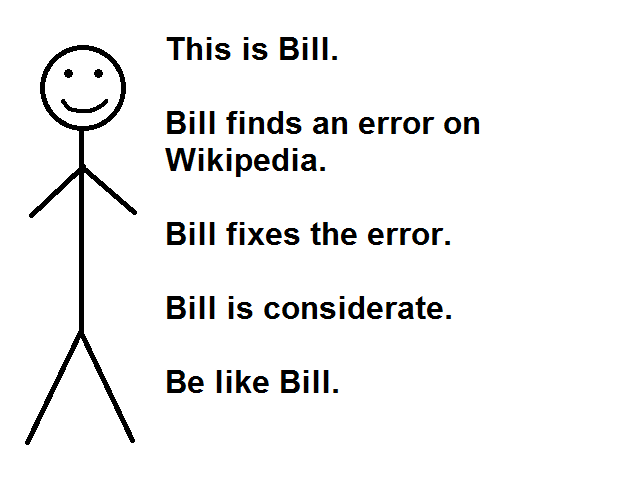
一个“学学比尔”的例子

学学比尔（英語：Be like Bill）是起源于2015年末的网络迷因，其在2016年初开始大规模传播。

## 内容
这一迷因通常包括一个名字叫“比尔”的火柴人，同时搭配着类似如下的文字。火柴人有时会戴着毛线帽。

这是比尔。
比尔起床看到窗外在下雪。
比尔并没有在脸书上告诉别人，因为他知道他的朋友都有窗户。
比尔很聪明。

学学比尔。
这一迷因被认为是一种“对社交媒体上惹人讨厌的行为的被动攻击”；迷因也因其的语气和自我意识的欠缺而引来大量批评。
波士顿官员使用这一迷因来劝阻使用停车椅来预留停车位的行为。
这一迷因传播到了世界各地，并拥有大量本地化的变种版本，包括阿拉伯语的Bilal、马来西亚语的Rashid、西班牙语的Jose、俄语的Petya、达利语和普什图语的Qodos、他加祿語的Juan等等。比尔还有一个叫“艾米丽”的女名版本。